# Біневський Сергій Олександрович
Сергій Олександрович Біневський (нар. 14 жовтня 2001) — український футболіст, півзахисник новокаховської  «Енергії».

## Життєпис
Вихованець «Миколаєву», у футболці якого виступав у сезоні 2013/14 років. Потім грав у ДЮФЛУ за «Олімпійський коледж імені Івана Піддубного» (Київ). У сезоні 2017/18 років виступав за «Миколаїв U-17».
Футбольну кар'єру розпочав за «Миколаїв-2», у футболці якого дебютував 4 серпня 2019 року в переможному (2:0) виїзному поєдинку 2-го туру групи «Б» Другої ліги України проти одеського «Чорноморця-2». Сергій вийшов на поле в стартовому складі, а на 90-й хвилині його замінив Данило Фальковський. Першим голом у дорослому футболі відзначився 2 листопада 2019 року на 8-ій хвилині переможного (2:1) поєдинку 19-го туру групи «Б» Другої ліги проти новокаховської «Енергії». Біневський вийшов на поле в стартовому складі та відіграв увесь матч. У складі першої команди «корабелів» дебютував 24 червня 2020 року в переможному (5:1) домашньому поєдинку 20-го туру Першої ліги України проти франківського «Прикарпаття». Сергій вийшов на поле на 78-й хвилині, замінивши Вадима Вітенчука.